# Fairey Barracuda
Fairey Barracuda là một loại máy bay ném bom bổ nhào/ngư lôi trên tàu sân bay của Anh trong Chiến tranh thế giới II. Nó là kiểu máy bay đầu tiên của Không quân Hải quân Hoàng gia Anh được làm hoàn toàn bằng kim loại. Barracuda thay thế cho các kiểu máy bay hai tầng cánh Fairey Swordfish và Fairey Albacore đã lỗi thời.

## Biến thể
- Mk I: Phiên bản sản xuất đầu tiên, dùng động cơ Rolls-Royce Merlin 30 công suất 1.260 hp (940 kW), 30 chiếc
- Mk II: Dùng động cơ Merlin 32 nâng cấp, công suất 1.640 hp (1.225 kW), trang bị radar ASV II, 1.688 chiếc
- Mk III: Phiên bản chống ngầm của Mk II với radar ASV III, 852 chiếc
- Mk IV: Mk II (số P9976) lắp động cơ Rolls-Royce Griffon với công suất 1.850 hp (1.380 kW), bay lần đầu ngày 11/11/1944, bị bỏ rơi do sự xuất hiện của Fairey Spearfish.
- Mk V: Dùng động cơ Griffon 37 công suất 2.020 hp (1.510 kW), tải trọng tăng thêm 2.000 lb (910 kg), radar ASH, 37 chiếc

## Quốc gia sử dụng
Canada
- Hải quân Hoàng gia Canada

 Pháp
- Không quân Pháp – sau chiến tranh

 Hà Lan
- Không quân Hải quân Hà Lan

 Anh Quốc
- Không quân Hải quân Hoàng gia[1]
- Không quân Hoàng gia

## Tính năng kỹ chiến thuật (Barracuda Mk II)

Dữ liệu lấy từ Fairey Aircraft since 1915
Đặc điểm tổng quát
- Kíp lái: 3
- Chiều dài: 39 ft 9 in (12,12 m)
- Sải cánh: 49 ft 2 in (14,99 m)
- Chiều cao: 15 ft 2 in (4,62 m)
- Diện tích cánh: 405 ft² (37,62 m²)
- Trọng lượng rỗng: 9.350 lb (4.250 kg)
- Trọng lượng có tải: 13.200 lb (6.000 kg)
- Trọng lượng cất cánh tối đa: 14.100 lb (6.409 kg)
- Động cơ: 1 × Rolls-Royce Merlin 32, 1.640 hp (1.225 kW)

 Hiệu suất bay 
- Vận tốc cực đại: 228 mph (198 kn, 367 km/h) trên độ cao 1.750 ft (533 m)
- Vận tốc hành trình: 195 mph (170 kn, 314 km/h) trên độ cao 5.000 ft (1.524 m)
- Tầm bay: 686 mi (597 hải lý, 1,104 km) với ngư lôi nặng 1.620 lb (736 kg)
- Trần bay: 16.600 ft (5.080 m)
- Tải trên cánh: 32,6 lb/ft² (159 kg/m²)
- Công suất/trọng lượng: 0,12 hp/lb (0,20 kW/kg)
- Lên độ cao 5.000 ft (1.524 m): 6 phút

Trang bị vũ khí

- Súng: 2 × súng máy Vickers K 0.303 in (7.7 mm)[3]
- Bom: 1 ngư lôi 1,620 lb (735 kg) hoặc 4 quả bom chống ngầm 450 lb (205 kg) hoặc 6 quả bom 250 lb (110 kg)[3]